# تجليبة
التجليبة أو الهجع أو الهكع أو الهَچَع (تلفظ إلهَچَع بفتح الهاء والچه) هو طور من أطوار الشعر والغناء الشعبي العراقي ورقص شعبي عراقي مبني عليه.
كلا من الهكع أو الهجع في اللغة العربية يعطيان معنى الاضطجاع والسكون والهدوء والإستقرار ويظهر ذلك في التجليبة الراقصة المسماة بالهجع، الا أن التجليبة الشعرية يعود أصلها إلى بحر الهزج من بحور الشعر. قاعدته ان ينظم «المستهل» اولا، وهو شطر من روي واحد، بما يعني التجليب. مثلاً:
لاجلبنك يا ليلي الف تجليبة
تنام أهل الهوى وتقول ما ادري به
ثم تنظم أربعة اشطر أخرى، ثلاثة منها في قافية واحدة، والشطر الرابع يختم بقافية المستهل مثل:
أجلبنك يا ليلي والقلب مجروح
والونّة بدليلي وساكنة بالروح
والآهات تتوالى وأبد ما تروح
ومتى أرتاح؟ هذا الذي ما ادري به
أو؛
لاجلبنك يا ليلي ولو واياي واياي
على الوادي قعدت ومرمريت الماي
وقيل ان اسبق من نظم هذا اللون هو الشاعر الشعبي حسن العلكاوي، الذي عاش في منتصف القرن التاسع عشر في منطقة محافظة صلاح الدين، وكان العراق آنذاك خاضعاً للامبراطورية العثمانية ومن نظمه في التجليبة قوله:
لاجلبنك يا ليلي الف تجليبة
تنام أهل الهوى وتقول ما ادري به
... ويروى: «تنام المسعدة...»
لاجلبنك يا ليلي واصيح اللهُ أكبر
واون ما ونت الخنسا لصخر وأكثر
لو ان هم ال دهاني بسدة اسكندر
عفت واضحى الربع ياجوج مسري به
لاجلبنك يا ليلي ولايج بها الروح
من وني بكن كلهن بنات الروح
يلوما المزعجات من الليالي تلوح
ما كان القطا عاف الكرى وطيبه
وتقع الأغنية في سبعة وثلاثين بيتا نظمها العلكاوي بعد اصابته بمرض شديد.
وتغنى التجليبة في العديد من مناطق العراق على طريقة «الهجع» المصحوبة بالدنبك والطبلة والطبل، فيختتم كل بيت مغنى بقول «هَچَع» مرة أو مرتين. هذا اللون من الغناء نشأ أول ما نشأ في سامراء والموصل وتكريت والمناطق المتاخمة لها. ثم شاع وانتقل إلى الوسط والجنوب من العراق، وارخّ بعضهم لهذا الانتقال بعد الحرب العالمية الاولى (1914 ـ 1918) ثم اشتهرت بأغنية تحمل اسمها «الهجع» غنتها المطربة زهور حسين في النصف الأول من القرن العشرين.
وما زال يغنيها ويرقصها على الأكثر الغجريات والريفيات، تسمى أيضاً رقصة العقربة، يحتفظ الرقص بالعديد من بقايا طقوس الخصوبة والنماء لسكان بلاد ما بين النهرين القدماء، خصوصاً عندما تسرح الراقصة شعرها وتسبحه في الهواء المحيط بها دائرياً ويمينًا ويساراً بعنف على إيقاع الطبول، وكذلك في الركوع على الأرض ومسح الأرض بالشعر، وكذلك في القفز وضرب الأرض بالقدمين.